# 特爾泰特冰原島峰
71°59′S 23°43′E / 71.983°S 23.717°E
特爾泰特冰原島峰（英語：Teltet Nunatak），是南極洲的冰原島峰，位於毛德皇后地，屬於南龍達訥山脈的一部分，挪威製圖師根據美國海軍拍攝的空中照片繪入地圖，現時由南極條約體系管理。